# Film Fest Gent 2015
Het Film Fest Gent 2015 was het 42ste internationaal filmfestival dat plaatsvond in het Oost-Vlaamse Gent van 13 tot 24 oktober 2015. Het festival ging door in Kinepolis Gent, Studio Skoop, Sphinx-cinema, het Kunstencentrum Vooruit en de KASK Cinema en omvatte behalve films en kortfilms ook lezingen, concerten en andere muzikale uitvoeringen.
De openingsfilm van het filmfestival op 13 oktober was D'Ardennen van Robin Pront en het festival werd op 24 oktober afgesloten met Black Mass van Scott Cooper. Op 12 oktober werd tijdens de pre-opening de film The Walk van Robert Zemeckis vertoond.
Tijdens het festival vond er ook een dubbeltentoonstelling over filmtheaters plaats met de exposities Gent cinemastad en USA filmpaleizen in het Provinciaal cultuurcentrum Caermersklooster

## Competitie

### Jury
De internationale jury bestond uit:
- Alan Parker (voorzitter), regisseur (Verenigd Koninkrijk)
- Marjane Satrapi, schrijfster, illustrator, regisseuse (Frankrijk, Iran)
- Franco Lolli, regisseur (Colombia)
- Caroline Strubbe, regisseur (België)
- Boyd van Hoeij, filmrecensent (Nederland)

### Deelnemers
Volgende films deden mee aan de competitie:
| Film                                                   | Regisseur         | Land                                    | Prijs                                   |
| ------------------------------------------------------ | ----------------- | --------------------------------------- | --------------------------------------- |
| Chand Metre Moka'ab Eshgh (A Few Cubic Meters of Love) | Jamshid Mahmoudi  | Afghanistan- Iran                       |                                         |
| Babai                                                  | Visar Morina      | Duitsland- Kosovo- Macedonië- Frankrijk |                                         |
| El club                                                | Pablo Larraín     | Chili                                   |                                         |
| Les Cowboys                                            | Thomas Bidegain   | Frankrijk- België                       |                                         |
| Ixcanul (Volcano)                                      | Jayro Bustamente  | Guatemala- Frankrijk                    | Grand Prix for Best Film                |
| The Lobster                                            | Giorgos Lanthimos | Griekenland- Verenigd Koninkrijk        | Georges Delerue Prijs voor Beste Muziek |
| Madonna                                                | Shin Su-won       | Zuid-Korea                              |                                         |
| Un etaj mai jos (One Floor Below)                      | Radu Muntean      | Roemenië                                |                                         |
| Umimachi diary (Our Little Sister)                     | Hirokazu Kore-Eda | Japan                                   |                                         |
| Sleeping Giant                                         | Andrew Cividino   | Canada                                  | Explore Award                           |
| Slow West                                              | John MacLean      | Verenigd Koninkrijk- Nieuw-Zeeland      |                                         |
| Saul fia (Son of Saul)                                 | László Nemes      | Hongarije                               |                                         |
| Zvizdan (The High Sun)                                 | Dalibor Matanić   | Kroatië                                 |                                         |

## Prijzen
- Grote Prijs voor Beste Film: Ixcanul van Jayro Bustamante (-)[2]
- Georges Delerue Prijs voor de Beste Muziek en Sound Design: The Lobster van Yorgos Lanthimos (- ---)
- Prijs voor Beste Europese Kortfilm: Le Mur van Samuel Lampaert ()
- Nationale Loterij Prijs voor Beste Belgische Studentenkortfilm: Flor de mil colores van Karen Vazques (KASK)
- Ace Image Factory Publieksprijs voor Beste Belgische Studentenkortfilm: Drôle d'oiseau van Anouk Fortunier (LUCA School of Arts)
- Explore Award: Sleeping Giant van Andrew Cividino ()
- Port of Ghent Publieksprijs: Black van Adil El Arbi & Bilall Fallah ()[3]
- Canvas Publieksprijs: Carol van Todd Haynes (-)

## Galas & Specials
Volgende films hadden hun Belgische avant-première op het festival:
| Film                                | Regisseur                          | Land                                               |
| ----------------------------------- | ---------------------------------- | -------------------------------------------------- |
| Black                               | Adil El Arbi & Bilall Fallah       | België                                             |
| Black Mass                          | Scott Cooper                       | Verenigde Staten                                   |
| Boulevard                           | Dito Montiel                       | Verenigde Staten                                   |
| Carol                               | Todd Haynes                        | Verenigd Koninkrijk- Verenigde Staten              |
| D'Ardennen (Openingsfilm)           | Robin Pront                        | België                                             |
| The Diary of a Teenage Girl         | Marielle Heller                    | Verenigde Staten                                   |
| The End of the Tour                 | James Ponsoldt                     | Verenigde Staten                                   |
| The Endless River                   | Oliver Hermanus                    | Zuid-Afrika- Frankrijk                             |
| Follow III                          | Mozaïekfilm met 10 verhalen        | België                                             |
| The Green Inferno                   | Eli Roth                           | Verenigde Staten- Chili                            |
| How to Change the World             | Jerry Rothwell                     | Verenigd Koninkrijk- Canada                        |
| Louder than Bombs                   | Joachim Trier                      | Noorwegen- Frankrijk- Denemarken- Verenigde Staten |
| Mia madre                           | Nanni Moretti                      | Italië- Frankrijk                                  |
| Nie yin niang (The Assassin)        | Hou Hsiao-hsien                    | Taiwan                                             |
| Operasjon Arktis (Operation Arctic) | Grethe Bøe-Waal                    | Noorwegen                                          |
| Phantom Boy                         | Jean-Loup Felicioli & Alain Gagnol | België- Frankrijk                                  |
| Problemski Hotel                    | Manu Riche                         | België                                             |
| Hrútar (Rams)                       | Grímur Hákonarson                  | IJsland                                            |
| Remember                            | Atom Egoyan                        | Canada- Duitsland                                  |
| Rock the Kasbah                     | Barry Levinson                     | Verenigde Staten                                   |
| Suffragette                         | Sarah Gavron                       | Verenigd Koninkrijk                                |

## UK Cinema
| Film                     | Regisseur                | Jaar |
| ------------------------ | ------------------------ | ---- |
| 45 Years                 | Andrew Haigh             | 2015 |
| Departure                | Andrew Steggall          | 2015 |
| The Falling              | Carol Morley             | 2014 |
| The First Film           | David Nicholas Wilkinson | 2015 |
| London Road              | Rufus Norris             | 2015 |
| A Royal Night Out        | Julian Jarrold           | 2015 |
| Snow in Paradise         | Andrew Hulme             | 2014 |
| Spooks: The Greater Good | Bharat Nalluri           | 2015 |
| Still                    | Simon Blake              | 2014 |
| The Violators            | Helen Walsh              | 2015 |
| You (Us) Me              | Max Sobol                | 2014 |

## Global cinema
| Film                                                                 | Regisseur                              | Land                                             |
| -------------------------------------------------------------------- | -------------------------------------- | ------------------------------------------------ |
| As Mil e Uma Noites I, II & III (Arabian Nights, Volume I, II & III) | Miguel Gomez                           | Portugal- Frankrijk                              |
| Brak (Fallow)                                                        | Laurent Van Lancker                    | België                                           |
| Ten no Chasuke (Chasuke's Journey)                                   | Sabu                                   | Japan- Frankrijk                                 |
| Chauthi Koot (The Fourth Direction)                                  | Gurvinder Singh                        | India- Frankrijk                                 |
| Chuck Norris vs. Communism                                           | Ilinca Calugareanu                     | Verenigd Koninkrijk- Roemenië- Duitsland         |
| Durak (The Fool)                                                     | Joerij Bikov                           | Rusland                                          |
| The Emperor's New Clothes                                            | Michael Winterbottom                   | Verenigde Staten- Verenigd Koninkrijk- Frankrijk |
| Experimenter                                                         | Michael Almereyda                      | Verenigde Staten                                 |
| The Forbidden Room                                                   | Guy Maddin                             | Canada                                           |
| Le Grand jeu                                                         | Nicolas Pariser                        | Frankrijk                                        |
| Histoire de Judas                                                    | Rabah Ameur-Zaïmeche                   | Frankrijk                                        |
| Je ne suis pas un salaud                                             | Emmanuel Finkiel                       | Frankrijk                                        |
| Love, Theft and Other Entanglements                                  | Muayad Alayan                          | Pakistan                                         |
| Maestà (La Passion du Christ)                                        | Andy Guérif                            | Frankrijk                                        |
| Cykelmyggen og Minibillen (Mini en de muggen)                        | Jannik Hastrup & Flemming Quist Møller | Denemarken                                       |
| Mistress America                                                     | Noah Baumbach                          | Verenigde Staten                                 |
| Shan he gu ren (Mountains May Depart)                                | Jia Zhangke                            | China- Frankrijk                                 |
| Nahid                                                                | Ida Panahandeh                         | Iran                                             |
| The Other Side                                                       | Roberto Minervini                      | Frankrijk- Italië                                |
| Mot naturen (Out of Nature)                                          | Ole Giæver & Marte Vold                | Noorwegen                                        |
| La Peur                                                              | Damien Odoul                           | Frankrijk- Canada                                |
| The Royal Road                                                       | Jenni Olson                            | Verenigde Staten                                 |
| Short Skin - I dolori del giovane Edo                                | Duccio Chiarini                        | Italië                                           |
| The Smell of Us                                                      | Larry Clark                            | Frankrijk                                        |
| Sunrise                                                              | Partho Sen-Gupta                       | India- Frankrijk                                 |
| Taj Mahal                                                            | Nicolas Saada                          | Frankrijk                                        |
| Il racconto dei racconti (Tale of Tales)                             | Matteo Garrone                         | Italië- Frankrijk- Verenigd Koninkrijk           |
| Tangerine                                                            | Sean Baker                             | Verenigde Staten                                 |
| Zui sheng meng si (Thanatos, Drunk)                                  | Chang Tso-chi                          | Taiwan                                           |
| Verbotene Filme                                                      | Felix Moeller                          | Duitsland                                        |
| Violencia                                                            | Jorge Forero                           | Colombia- Mexico                                 |

## Sound and Vision
| Film                                                       | Regisseur                               | Land             |
| ---------------------------------------------------------- | --------------------------------------- | ---------------- |
| B-Movie: Lust & Sound in West-Berlin 1979-1989             | Jörg A. Hoppe, Heiko Lange, Klaus Maeck | Duitsland        |
| Bobbejaan                                                  | Benny Vandendriessche en Tom Schoepen   | België           |
| Mr. Dynamite: The Rise of James Brown                      | Alex Gibney                             | Verenigde Staten |
| Wege Durchs Labyrinth - Der Komponist Krzysztof Penderecki | Anna Schmidt                            | Duitsland- Polen |
| Seymour: An Introduction                                   | Ethan Hawke                             | Verenigde Staten |

## Artists on film
| Film                                                    | Regisseur                    | Land                                  |
| ------------------------------------------------------- | ---------------------------- | ------------------------------------- |
| Anton Tchékhov 1890                                     | René Féret                   | Frankrijk                             |
| By Sidney Lumet                                         | Nancy Buirski                | Verenigde Staten                      |
| Eadweard                                                | Kyle Rideout                 | Canada                                |
| Fassbinder: To Love Without Demands                     | Christian Braad Thomsen      | Denemarken                            |
| Harold and Lillian: A Hollywood Love Story              | Daniel Raim                  | Verenigde Staten                      |
| Hitchcock/Truffaut                                      | Kent Jones                   | Verenigde Staten                      |
| Jag är Ingrid (Ingrid Bergman in Her Own Words)         | Stig Björkman                | Zweden                                |
| Magician: The Astonishing Life and Work of Orson Welles | Chuck Workman                | Verenigde Staten                      |
| Steve McQueen: The Man & Le Mans                        | Gabriel Clarke, John McKenna | Verenigde Staten- Verenigd Koninkrijk |
| Tab Hunter Confidential                                 | Jeffrey Schwarz              | Verenigde Staten                      |
| Very Semi-Serious                                       | Leah Wolchok                 | Verenigde Staten                      |
| Women He's Undressed                                    | Gillian Armstrong            | Australië                             |

## Classics
| Film                                          | Regisseur                          | Land                                  | Jaar           |
| --------------------------------------------- | ---------------------------------- | ------------------------------------- | -------------- |
| Back to the Future trilogie                   | Robert Zemeckis                    | Verenigde Staten                      | 1985-1989-1990 |
| Black Narcissus                               | Michael Powell, Emeric Pressburger | Verenigd Koninkrijk                   | 1947           |
| The Boy Friend                                | Ken Russell                        | Verenigd Koninkrijk- Verenigde Staten | 1971           |
| Feng gui lai de ren (The Boys From Feng-Kuei) | Hou Hsiao-hsien                    | Taiwan                                | 1983           |
| Far from the Madding Crowd                    | John Schlesinger                   | Verenigd Koninkrijk                   | 1967           |
| L'Immortelle                                  | Alain Robbe-Grillet                | Frankrijk- Italië- Turkije            | 1963           |
| The IPCRESS File                              | Sidney J. Furie                    | Verenigd Koninkrijk                   | 1965           |
| Kes                                           | Ken Loach                          | Verenigd Koninkrijk                   | 1969           |
| Midnight Express                              | Alan Parker                        | Verenigd Koninkrijk- Verenigde Staten | 1978           |
| Piepkuikens                                   | Olivier Ringer                     | Frankrijk- België                     | 2015           |

## Shorts
De kortfilmcompetitie ging door in het kader van de "Competitie voor beste Europese film" (Best European Short), een organisatie in samenwerking met de European Film Academy en 14 andere Europese filmfestivals. De winnaar in Gent mag in 2016 meedingen voor de Europese filmprijzen (European Film Awards).

De genomineerden voor de competitie:
| Film       | Regisseur          | Land                | Speeltijd (min.) |
| ---------- | ------------------ | ------------------- | ---------------- |
| Der Damm   | Nikolaus Müller    | Oostenrijk          | 30'              |
| Empire     | Kristof Hoornaert  | België              | 14'              |
| In/Ut      | Olivier Guerpillon | Zweden              | 21'              |
| Le Mur     | Samuel Lampaert    | België              | 8'               |
| Patriot    | Eva Riley          | Verenigd Koninkrijk | 15'              |
| Sî         | Bülent Öztürk      | België- Turkije     | 17'              |
| Tenderness | Emilia Zielonka    | Polen               | 26'              |

Op het Film Fest Gent werden ook alle kortfilms vertoond die genomineerd zijn voor de 28e Europese Filmprijzen in Berlijn op 12 december 2015.
| Film                                 | Regisseur                                                                                         | Land                          | Speeltijd | Nominatie        |
| ------------------------------------ | ------------------------------------------------------------------------------------------------- | ----------------------------- | --------- | ---------------- |
| El corridor                          | José Luis Montesinos                                                                              | Spanje                        | 12'       | Valladolid       |
| Dissonence                           | Till Nowak                                                                                        | Duitsland                     | 15'       | Berlijn          |
| E.T.E.R.N.I.T.                       | Giovanni Aloi                                                                                     | Frankrijk                     | 11'       | Venetië          |
| Field Study                          | Eva Weber                                                                                         | Verenigde Staten- Polen       | 20'       | Cork             |
| Fils du loup                         | Lola Quivoron                                                                                     | Frankrijk                     | 23'       | Locarno          |
| Kung Fury                            | David Sandberg                                                                                    | Zweden                        | 31'       | Vila do Conde    |
| Listen                               | Rungano Nyoni, Hamy Ramezan                                                                       | Denemarken- Finland- Colombia | 13'       | Tampere          |
| Our Body                             | Dane Komljen                                                                                      | Servië- Duitsland             | 15'       | Rotterdam        |
| Over                                 | Jörn Threlfall                                                                                    | Verenigd Koninkrijk           | 14'       | Bristol          |
| Picnic                               | Jure Pavlović                                                                                     | Kroatië                       | 13'       | Drama            |
| Smile, and the World Will Smile Back | Abdelkarim al-Haddad, Ahmad al-Haddad, Diaa al-Haddad, Shada al-Haddad, Yoav Gross, Ehab Tarabieh | Israël- Palestina             | 21'       | Clermond-Ferrand |
| Symbolic Threats                     | Lutz Henke, Mischa Leinkauf, Matthias Wermke                                                      | Duitsland                     | 15'       | Grimstad         |
| This Place We Call Our Home          | Sybilla Tuxen, Thora Lorentzen                                                                    | Denemarken                    | 30'       | Krakau           |
| The Translator                       | Emre Kayiş                                                                                        | Turkije- Verenigd Koninkrijk  | 23'       | Sarajevo         |
| Washingtonia                         | Konstantina Kotzamani                                                                             | Griekenland                   | 24'       | Gent             |